# Етномузикологија
Етномузикологија је наука која се бави проучавањем музичког фолклора. Назива се још и музичка фолклористика.
Назив фолклор, који се у науци различито тумачи постао је од енглеске речи folk (народ) и lore (знање), а означавао је народну мудрост, вештину и знање.
Етнологија је наука која проучава људску културу, а из ње се развила посебна дисциплина која проучава народно стваралаштво - фолклористика. Грађу која се бави народном музиком проучава музички фолклор.
Музичко фолклорна грађа је разврстана у 4 групе:
1. вокална музика (једногласна и вишегласна).
2. музички инструменти
3. вокално инструментална музика
4. игре

Етномузикологија има посебне дисциплине које се односе на специфична истраживања:
- Органологија — проучавање музичких инструмената
- Етнокореологија — проучавање народних игара
- Кинетографија — записивање покрета у народним играма
- Мелографија — записивање народних мелодија